# Krușînka
Krușînka (în ucraineană: Крушинка) este un sat din raionul Vasîlkiv, regiunea Kiev, Ucraina, situat la 11 km de orașul Kiev.

## Demografie
Componența lingvistică a localității Krușînka
     Ucraineană (97,99%)
     Rusă (1,72%)
     Alte limbi (0,29%)
Conform recensământului din 2001, majoritatea populației localității Krușînka era vorbitoare de ucraineană (97,99%), existând în minoritate și vorbitori de rusă (1,72%).

## Galerie de imagini

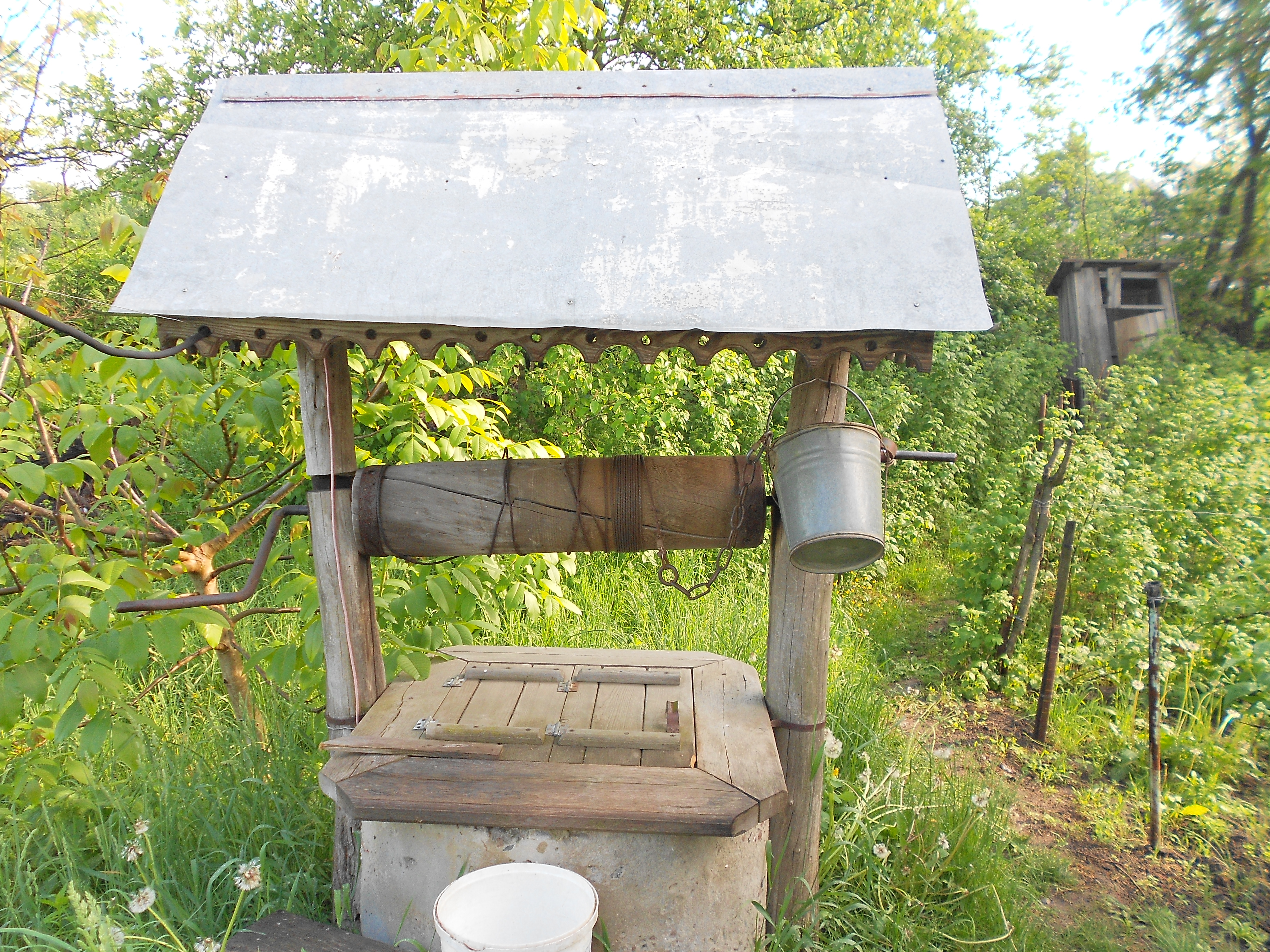
Fântână din localitate
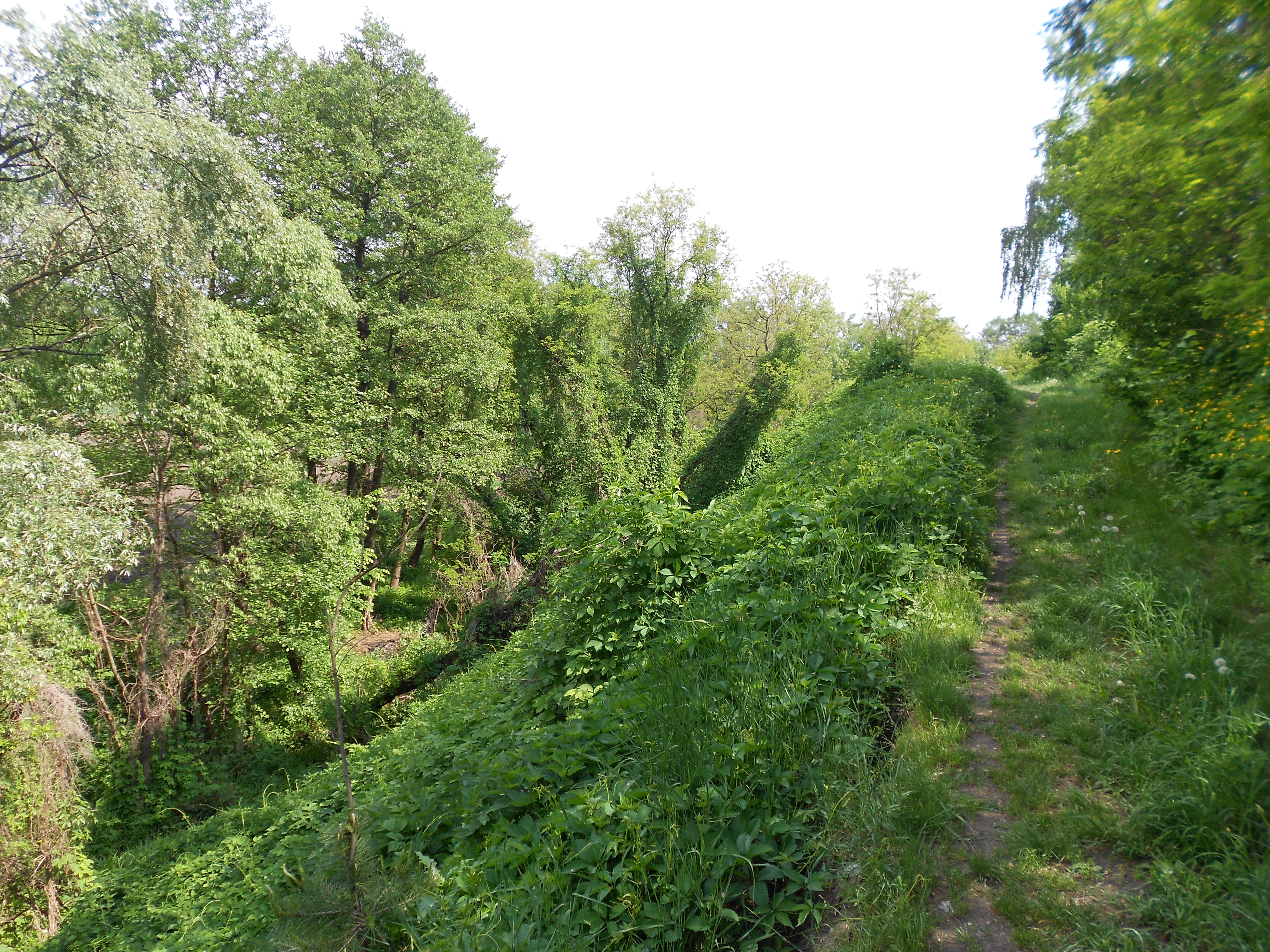
Natura
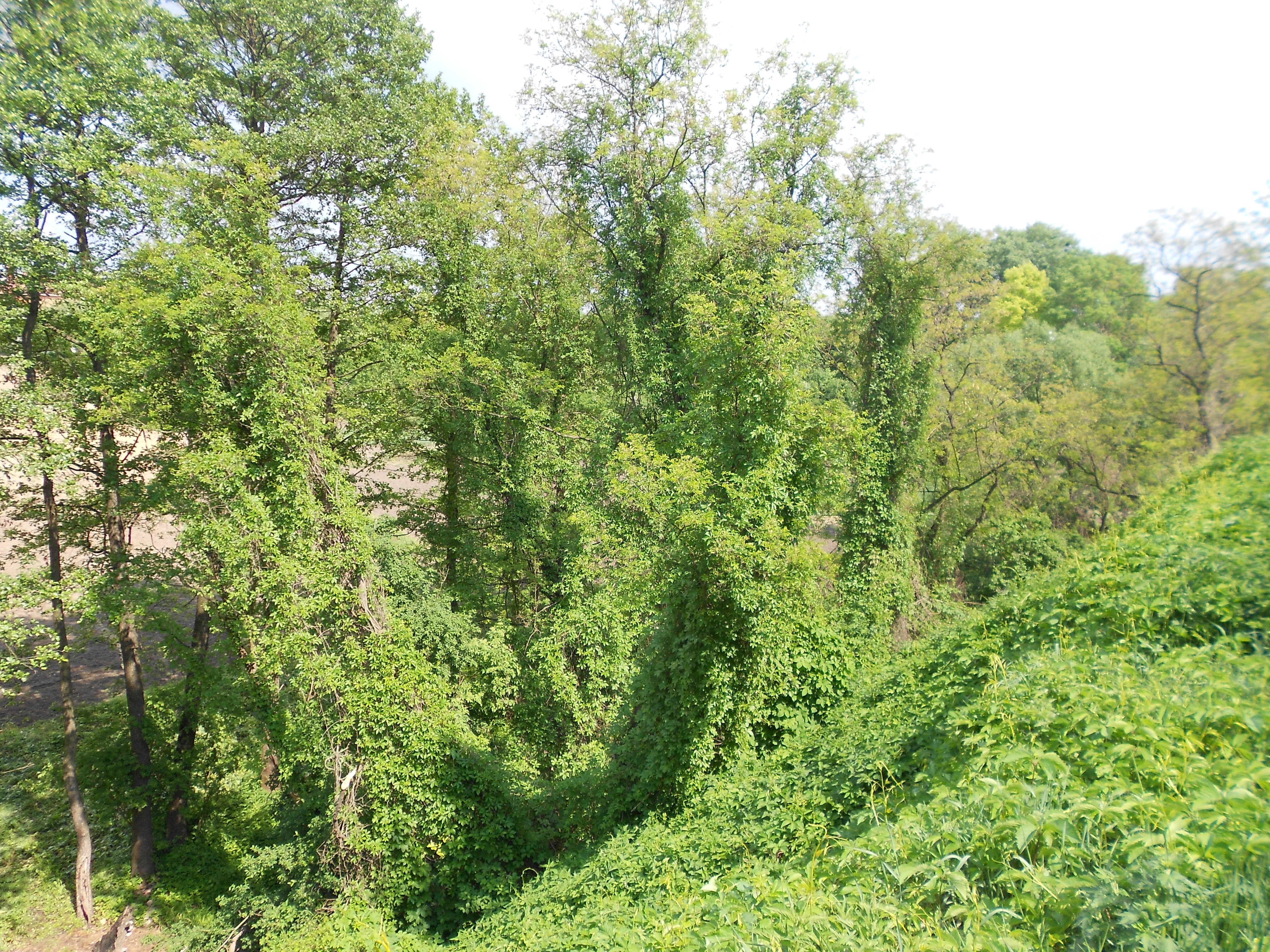
Natura
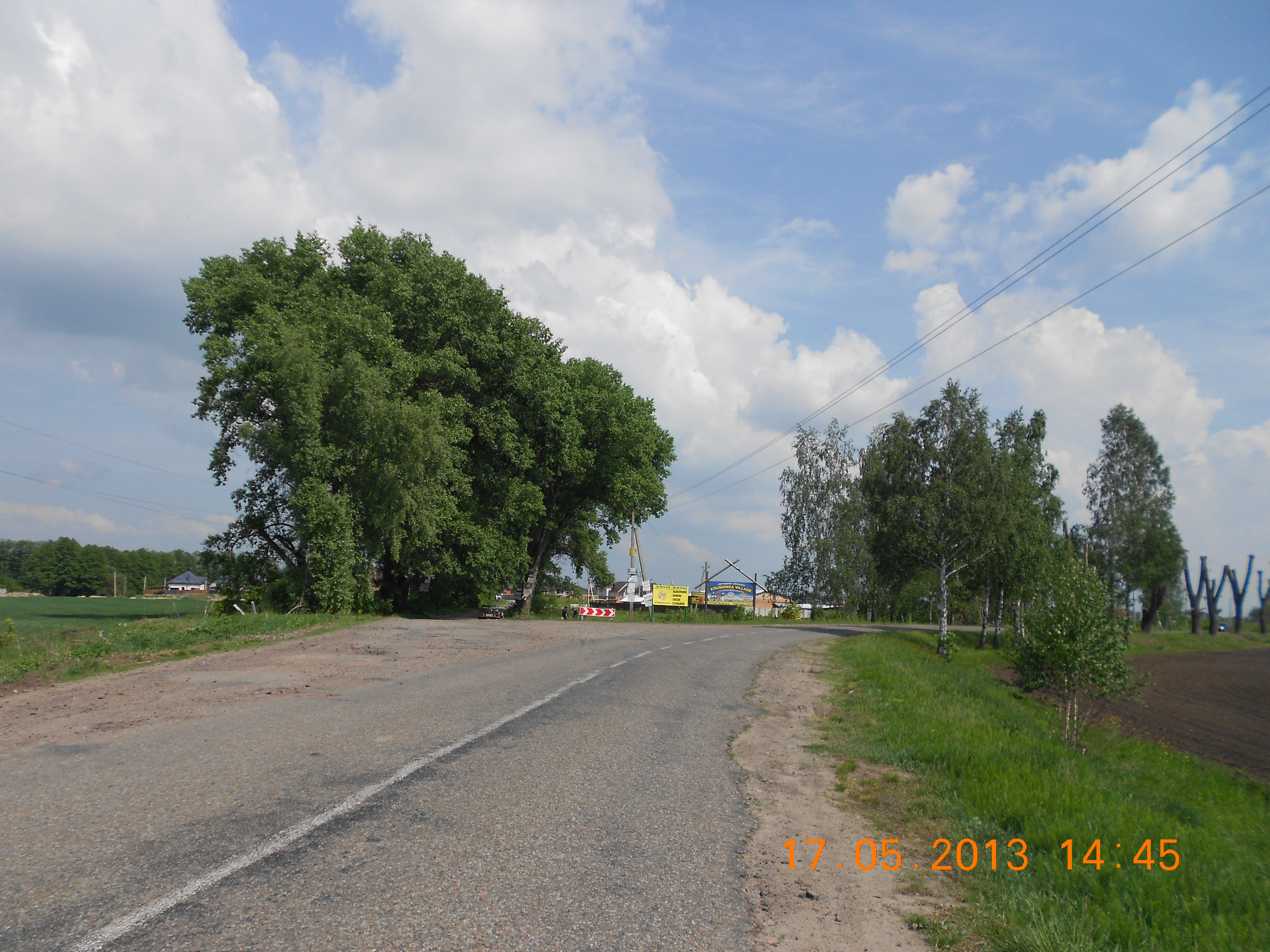
Drumul spre localitate
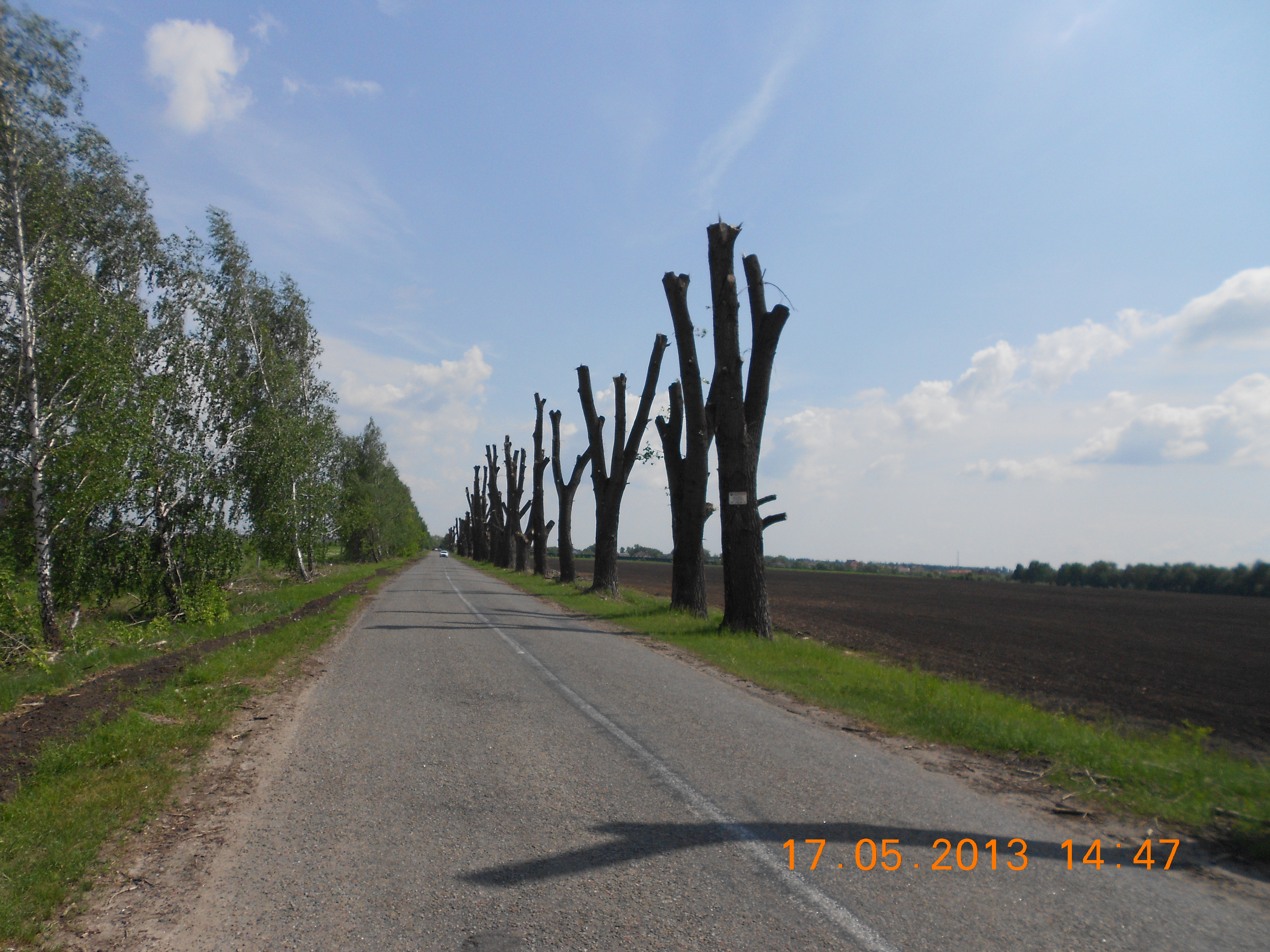
Drumul spre localitate
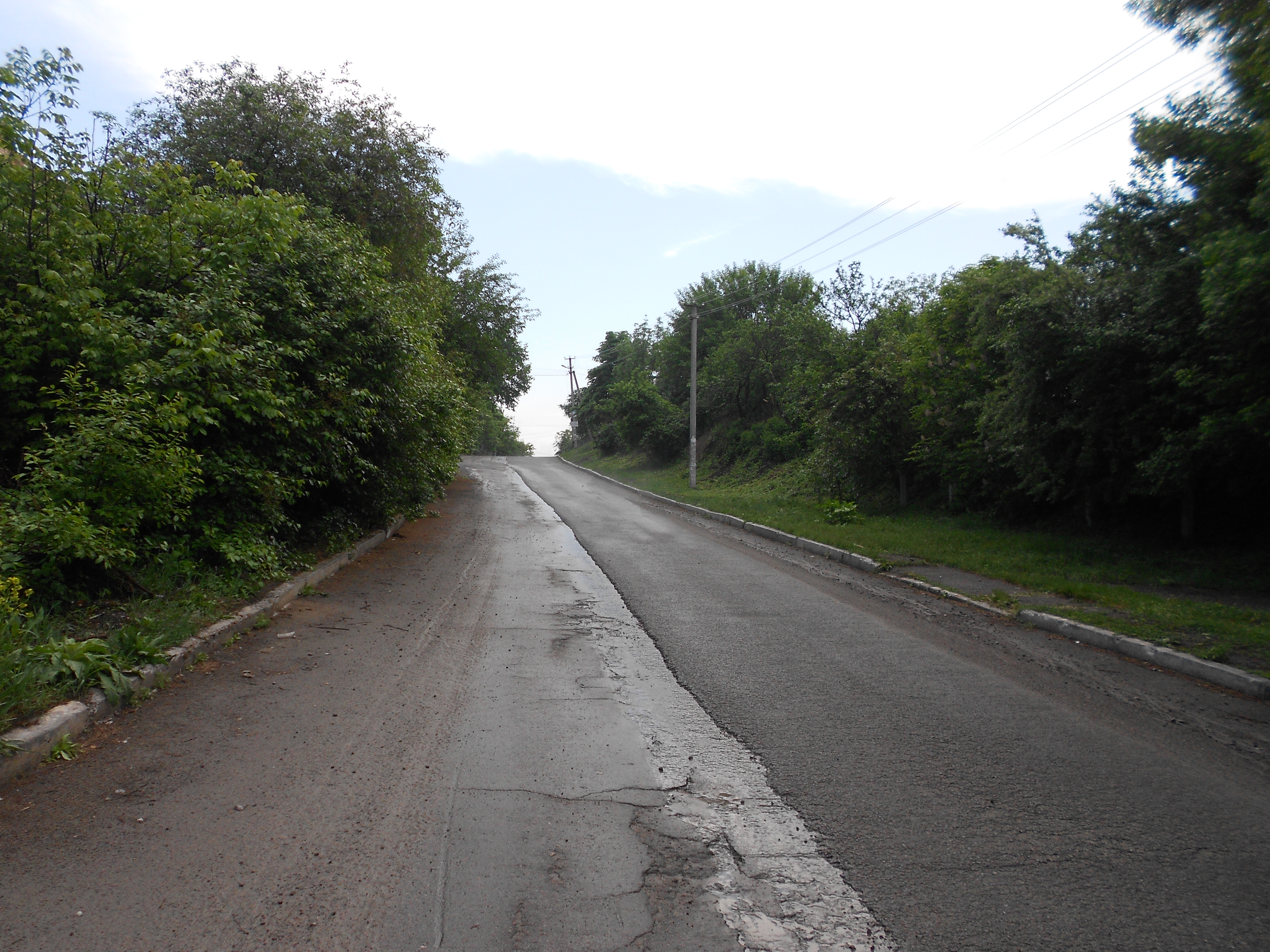
Muntele Us
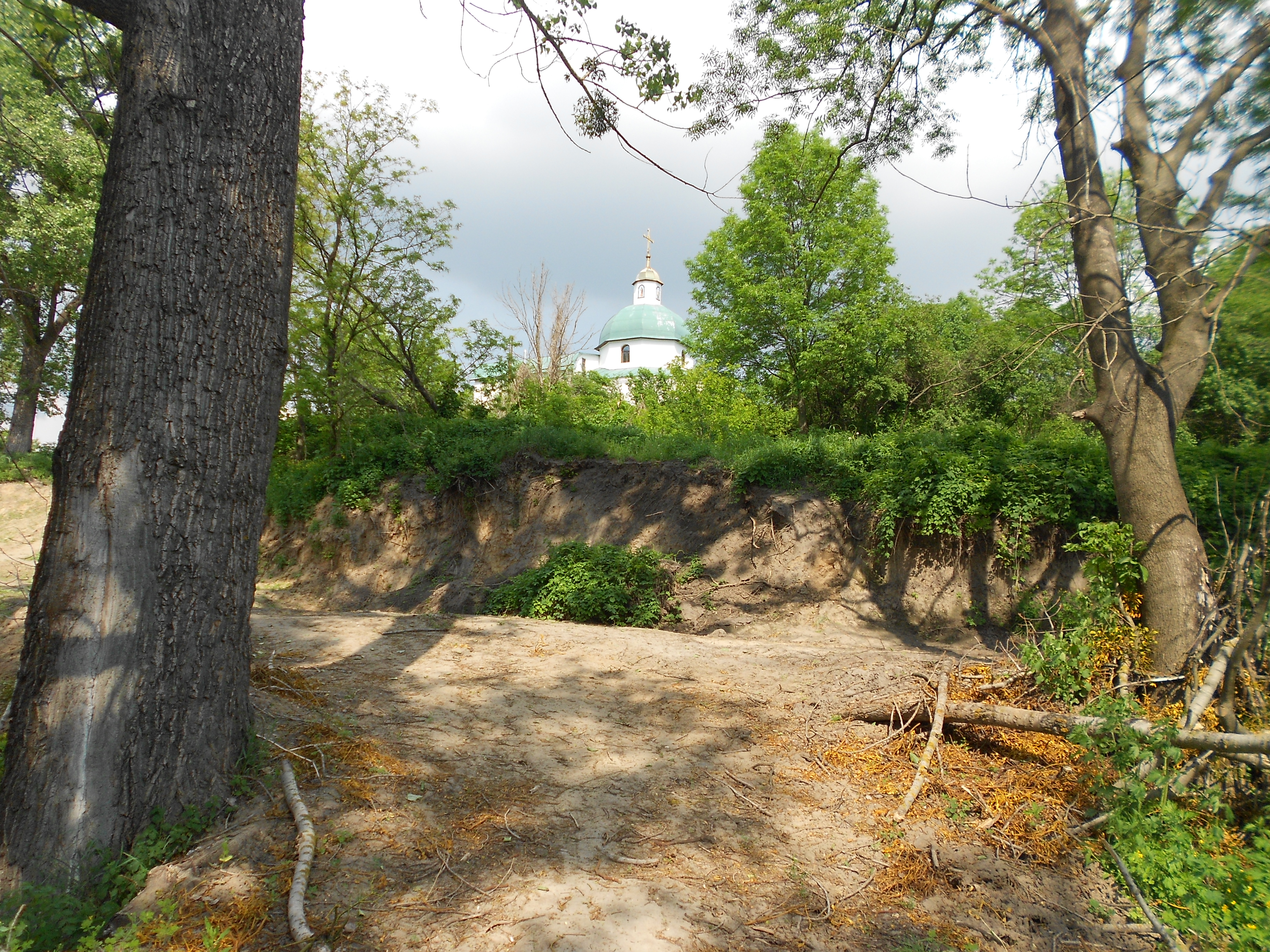
Lângă lacul Șkilnîi